# Knarsetand
Knarsetand was een elfkoppige cross-over band uit Deventer onder leiding van producer, songwriter, rapper en enig vast lid Martijn Holtslag. Het project ontstaat onder begeleiding van Productiehuis Oost-Nederland en bestaat tegenwoordig onder naam KNARS.

## Ontstaan en eerste bezetting
Holtslag gebruikt naam Knarsetand voor het eerst als pseudoniem in 2012 op een verzamelalbum van[Nieuwe Electronische Waar.
Met behulp van Productiehuis ON, dat eerder werkte aan de ondersteuning en lancering van Kyteman's Hiphop Orchestra, werd de band samengesteld.
Deze eerste bezetting bestond naast Holtslag uit zangeres Miou Amadée, toetsenist/electronica Arjan Houwers, drummer Tom van Sadelhoff, bassist Anne-Maarten van Heuvelen (NO blues), gitarist Pim Kokkeler, saxofonist Pieter van Houte, trompettist Erik van der Heijden, en trombonisten Daniel van Loenen en Lorenzo Lorenzoni (IT).
Debuutalbum My Escape bevat een mix van drum and bass, dubstep, pop, en wereldmuziekgenres gypsy, balkan, reggae en ska. De gelijknamige debuutsingle zorgt voor een uitnodiging bij De Wereld Draait Door en 3FM.
Verscheidene optredens volgen waaronder op Bevrijdingsfestival Overijssel. De band verdient veel positieve recensies.

## Nieuwe bezetting en naamsverandering KNARS
Het uiteindelijke uiteenvallen van de originele bezetting geeft Holtslag inspiratie voor een agressieve nieuwe richting van breakbeat en garagepunk.
Er wordt een bijna geheel nieuwe bezetting gevormd met als enige uitzondering origineel lid toetsenist Arjan Houwers. Deze bezetting bestaat verder uit trombonist/zanger Isaac McCluskey (Nieuw-Zeeland), drummer Bram Knol en bassist Reindert Kragt (Joost Oomen), gitarist Francesco Taranto, en saxofonist/gitarist Luca Simonelli (België).
Tweede album From The Madhouse volgt.
Nummer Blood on My Mind krijgt een videoclip met een hoofdrol voor Harry Piekema (bekend van de Albert Heijn reclames). Single Fuckup krijgt ook aandacht nadat Holtslag met een echt blauw oog in de videoclip speelt
Een van de nummers, Push It To The Limit, wordt gebruikt in de internationale trailer rondom videogame Borderlands 3.